# ساندرا کری
ساندرا کری (انگلیسی: Sondra Currie؛ زادهٔ ۱۱ ژانویهٔ ۱۹۴۷) بازیگر اهل ایالات متحده آمریکا است.
از فیلم‌ها یا برنامه‌های تلویزیونی که وی در آن نقش داشته‌است، می‌توان به خماری، خماری: قسمت دوم، خماری: قسمت سوم، ریو لوبو، آخرین زوج آمریکا، ماخ ۲، نایت رایدر، آیرونساید، ستوان کلمبو، گرگ آسمان، دختران زرین، چیرز، فراری، جسور و زیبا، ان‌سی‌آی‌اس و زندگی مخفی نوجوان آمریکایی اشاره کرد.